# UR-416
UR-416 — немецкий колёсный бронетранспортёр.
Бронемашина состояла на вооружении армий, военизированных и полицейских формирований ряда стран западной Европы, Латинской Америки, Ближнего Востока и Африки.

## История создания и производства
Разработка бронемашины была начата западногерманской компанией «Rheinstahl Maschinenbau» в инициативном порядке, модель изначально рассматривалась как предназначенная на экспорт. Первый опытный образец броневика был изготовлен в 1965 году, серийное производство началось в 1969 году и продолжалось до 1985 года.

## Конструкция
Бронетранспортер UR-416 представляет собой четырёхколёсную машину со всеми ведущими колёсами, созданную на шасси грузовика «Mercedes-Benz» UNIMOG 416 4 × 4 (повышенной проходимости). Корпус выполнен из сваренных между собой, наклонно расположенных броневых листов толщиной 9 мм.
Места водителя и командира находятся в передней части машины. Обзор вперед с мест водителя и командира, осуществляется через два лобовых окна, закрываемых изнутри машины плоскими бронезаслонками.
Десант размещается в кормовой части корпуса. Для погрузки и выгрузки десанта в левом и правом бортах машины имеются две двери (при этом в корме машины дверей не имеется). В бортах и корме имеются бойницы для ведения огня из стрелкового оружия. На крыше корпуса имеется два люка.

### Вооружение
Большинство армейских машин были вооружены 7,62-мм пулемётом, открыто установленным на штыревой опоре.

### Силовая установка и ходовая часть
Двигатель шестицилиндровый дизельный Daimler-Benz OM352, расположен в средней части корпуса.

## Варианты и модификации

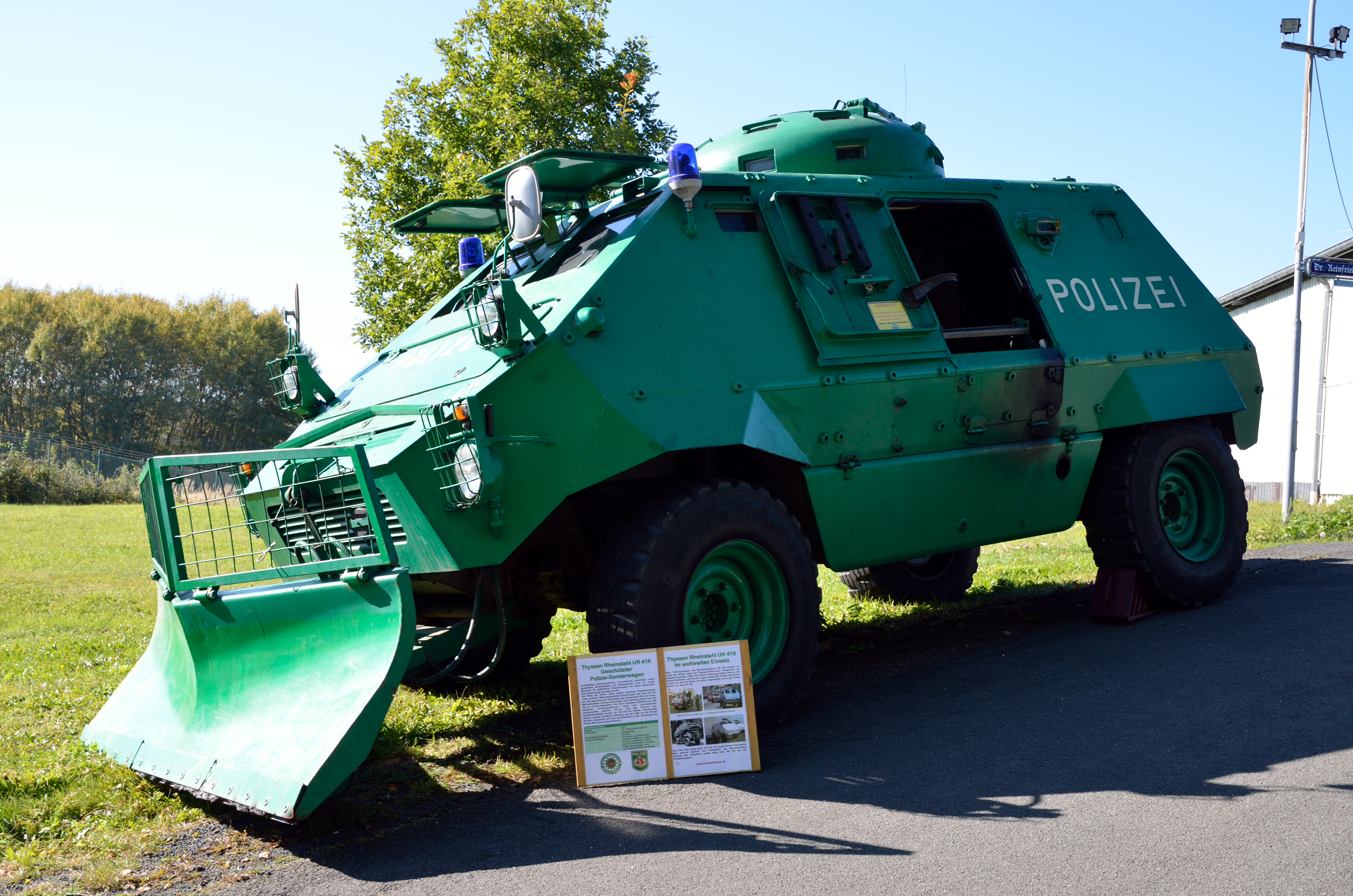
полицейский вариант UR-416 (Polizei-Sonderwagen)

### Базовые варианты
- бронетранспортёр для перевозки пехоты
- разведывательная машина (Scaut) — с возможностью установки бронированной вращающейся башни, оснащенной 7,62-мм пулемётом, 12,7-мм пулемётом или 20-мм скорострельным орудием Rheinmetall Rh-202.
- командно-штабная машина — в боевом отделении установлены стол для топографических карт и стойка радиоаппаратуры, предусмотрена возможность установки дополнительной радиостанции и иного оборудования.
- медико-санитарная машина — с возможностью транспортировки восьми раненых на сидениях либо четырёх «сидячих» и двух в положении лежа на носилках.
- бронированная ремонтная машина — передвижная мастерская и эвакуатор. Оборудована лебёдкой и небольшим подъемным краном для замены двигателя в полевых условиях.
- полицейская бронемашина — могла быть оснащена дополнительным полицейским оборудованием (оснащенной стеклоблоками командирской наблюдательной башенкой, бульдозерным ножом для расчистки завалов и препятствий, поисковым фонарём-прожектором, прибором ночного видения, громкоговорителем, водомётом, проблесковым маячком и др.).

### Варианты модернизации
- Сальвадор — после начала в 1980 году гражданской войны один бронетранспортёр UR-416 был оборудован башенкой с 12,7-мм пулемётом M2HB. Позднее, в период после начала «стратегического наступления» ФНОФМ (11.11.-12.12.1989) на некоторых машинах были установлены решетчатые экраны для защиты от выстрелов из противотанковых гранатомётов (после окончания боевых действий, экраны были демонтированы)[1].
- Марокко — на несколько UR-416 были установлены противотанковые ракетные комплексы COBRA (с боекомплектом 10 ракет)

## Нелицензионные копии

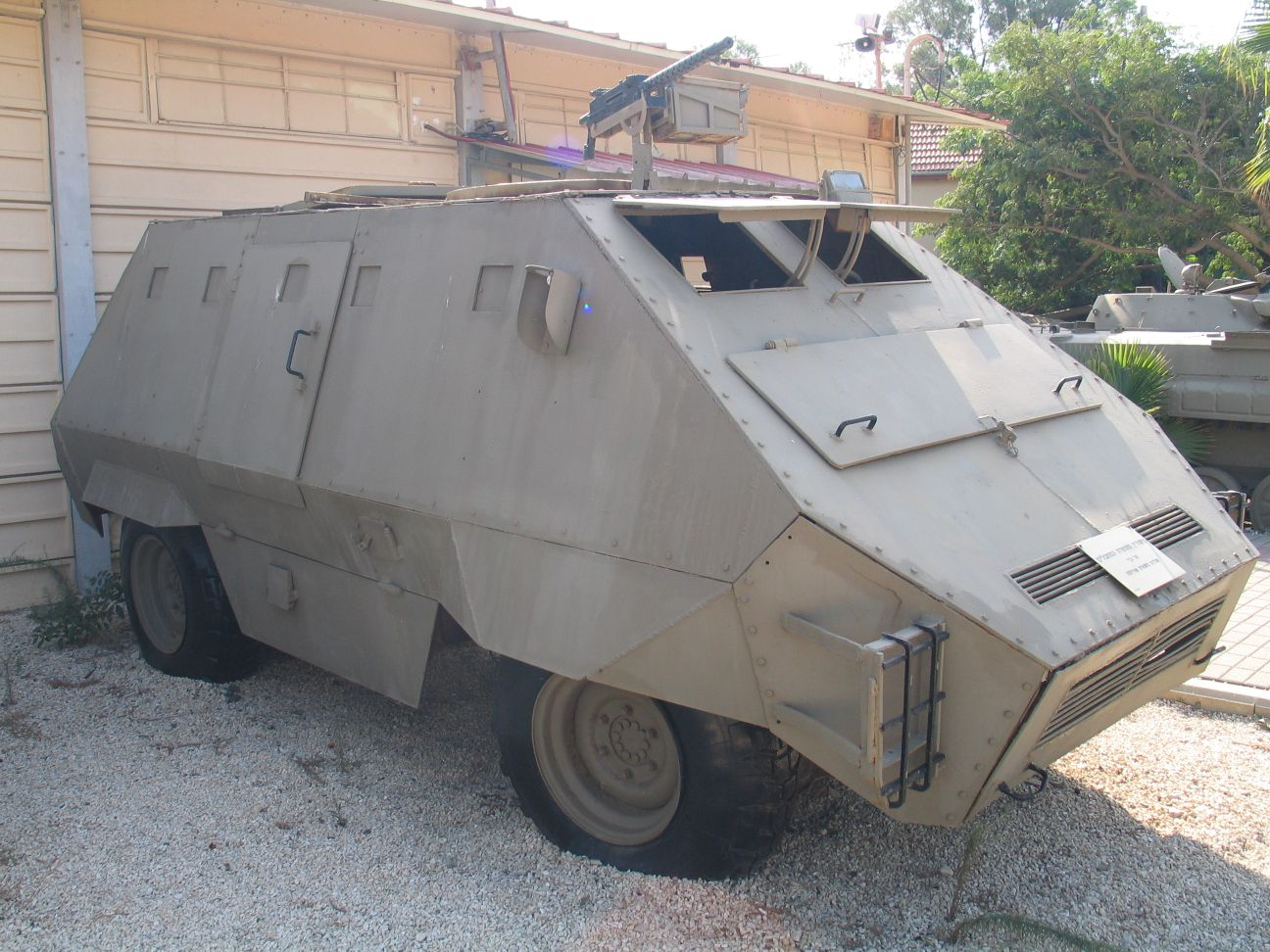
палестинский броневик в музее Тель-Авива, Израиль

- в 1976 году в Родезии были изготовлены две бронемашины, получившие наименование «The Pig» («свинья»). Бронемашины, построенные на основе конструкции UR-416 в мастерских Инкомо, имели некоторые конструктивные отличия от серийных UR-416 (в частности, корпус был изготовлен из 6-мм броневых листов). Эти броневики поступили на вооружение батальона «Selous Scouts»
- в Ливане, несколько бронемашин на основе конструкции UR-416 были изготовлены для палестинских военизированных формирований. Бронемашины, построенные в мастерских западного Бейрута, имели некоторые конструктивные отличия от серийных UR-416. Впервые две такие бронемашины были замечены на параде отрядов ООП в апреле 1981 года, в дальнейшем они использовались в ходе обороны Бейрута.

## Страны-эксплуатанты
- Аргентина — 40 единиц UR-416, по состоянию на 2016 год[2]
- Боливия[источник не указан 3354 дня]
- Венесуэла — 20 единиц на вооружении национальной гвардии, по состоянию на 2016 год[3]
- Испания — на вооружении национальной полиции
- Кения — 52 UR-416 по состоянию на 2021 год[4]
- Коста-Рика — одна машина поставлена в 1984 году, по состоянию на 1992 год оставалась на вооружении[5]
- Ливан[источник не указан 3354 дня]
- Мадагаскар — 5 машин[источник не указан 3354 дня]
- Марокко[источник не указан 3354 дня]
- Нигерия — некоторое количество UR-416, по состоянию на 2016 год[6]
- Пакистан — 45 единиц UR-416, по состоянию на 2016 год[7]
- Перу — 150 единиц UR-416, по состоянию на 2016 год[8]
- Сальвадор — 10 закуплено в ФРГ[1] в 1975 году, в начале 2022 года осталось 8[9]
- Саудовская Аравия — некоторое количество UR-416, по состоянию на 2016 год[10]
- Того — 30 единиц UR-416, по состоянию на 2016 год[11]
- Турция[источник не указан 3354 дня]
- Эквадор — 10 единиц UR-416, по состоянию на 2016 год[12]

## Боевое применение
UR-416 использовались в ряде локальных конфликтов:
- гражданская война в Ливане (1975—1990) — применялись правительственной армией, впоследствии несколько машин оказались в распоряжении военизированных формирований.
- гражданская война в Сальвадоре (1979—1992) — применялись правительственной армией против повстанцев ФНОФМ.